# 彭瑟爾布拉夫鎮區 (阿肯色州蒙哥馬利縣)
彭瑟爾布拉夫鎮區（英語：Pencil Bluff Township）是位於美國阿肯色州蒙哥馬利縣的一個行政鎮區。

## 地方資料
彭瑟爾布拉夫鎮區的面積為47.02平方千米，當中陸地面積為46.37平方千米，而水域面積為0.65平方千米。根據2010年美國人口普查的數據，當地共有人口394人，而人口密度為每平方千米8.38人。